# (523789) 2015 FN345
(523789) 2015 FN345 est un objet transneptunien faisant partie des cubewanos. Il mesure environ 260 km de diamètre.